# Maurilio
Maurilio  è un nome proprio di persona italiano maschile.

## Varianti
- Maschili: Maurelio[1]
- Femminili: Maurilia[2]

### Varianti in altre lingue
- Catalano: Maurili[3], Mauril[3], Maureli[3]
- Francese: Maurille
- Latino: Maurilius[1][2]
- Polacco: Mauryliusz
- Spagnolo: Maurilio[3], Maurilo[3], Maurillo[3], Maurelio[3]

## Origine e diffusione
Deriva dal tardo supernomen e poi praenomen latino Maurilius, derivante da Mauro; si tratta per la precisione di un patronimico, avente il significato di "di Mauro", "appartenente a Mauro": è quindi affine per significato al nome Maurizio.
La sua diffusione è dovuta soprattutto alla venerazione verso san Maurilio, monaco e vescovo di Rouen.

## Onomastico
L'onomastico può essere festeggiato in memoria di più santi, alle date seguenti:
- 10 gennaio, san Maurilio, vescovo di Cahors[6]
- 31 marzo, san Maurilio o Mauricillo, vescovo di Milano[7]
- 7 maggio, san Maurelio, vescovo di Voghenza
- 9 agosto, san Maurilio, monaco benedettino e vescovo di Rouen[6][7]
- 13 settembre, san Maurilio, studente di san Martino di Tours, vescovo di Angers[6][7]

## Persone
- Maurilio di Angers, vescovo e santo francese
- Maurilio di Rouen, arcivescovo francese
- Maurilio De Zolt, fondista italiano
- Maurilio Fossati, cardinale e arcivescovo cattolico italiano
- Maurilio Manara, vero nome di Milo Manara, fumettista italiano
- Maurilio Leto, attore italiano
- Maurilio Prini, calciatore e allenatore di calcio italiano
- Maurilio Silvani, arcivescovo cattolico italiano, nunzio apostolico
- Maurilio Valpreda, calciatore italiano

## Il nome nelle arti
Nel film del 1963 Ieri, oggi, domani, la squillo Mara - interpretata da Sophia Loren - fa un voto a un inesistente San Maurillo, il cui nome viene pronunciato con la doppia elle per non renderlo assonante con la variante spagnola del nome Maurilio.